# Třída River (2024)
Třída River je perspektivní třída torpédoborců kanadského královského námořnictva, která je exportní variantou špičkových britských fregat typu 26 a objednaná v rámci programu Canadian Surface Combatant (CSC). Celkem má být postaveno až 15 jednotek této třídy, které ve službě nahradí torpédoborce třídy Iroquois a fregaty třídy Halifax. Roku 2025 byla objednána stavba prvních tří torpédoborců.
Torpédoborce třídy River jsou největším a nejsložitějším projektem stavby lodí v Kanadě od druhé světové války. Jejich akvizice probíhá v rámcí dlouhodobé strategie modernizace kanadského námořnictva a pobřežní stráže National Shipbuilding Strategy (NSS). Jejím cílem je nejen posílil schopnosti těchto složek, ale také podpořit rozvoj kanadských loděnic a kvalifikované pracovní síly.

## Stavba
Do soutěže na bojová plavidla CSC se zapojili celkem tři účastníci: Alion Canada s projektem vycházejícím z nizozemských fregat třídy De Zeven Provinciën, konsorcium Navantia-Saab Team s derivátem španělských fregat třídy Álvaro de Bazán a konsorcium Combat Ship Team s derivátem britských fregat typu 26. Naopak vyřazen byl projekt loděnic Naval Group a Fincantieri vycházející z evropských fregat třídy FREMM.
V říjnu 2018 se vítězem soutěže CSC stalo konsorcium Combat Ship Team s fregatami typu 26. Neúspěšný účastník tendru Alion Canada se výsledek pokusil soudně napadnout kvůli nedodržení některých požadavků (např. rychlost), ale 30. ledna 2019 byla jeho žaloba zamítnuta. Dne 7. února 2019 loděnice Irving Shipbuilding získala kontrakt ve výši 140 milionů USD na počáteční fázi vývoje CSC. Jeho realizaci provede společnost Lockheed Martin Canada. Úprava projektu typu 26 dle kanadských požadavků má trvat až čtyři roky. Torpédoborců postaví loděnice Irving Shipbuilding v Halifaxu. Stavba bude zahájena na počátku 20. let. Celkové náklady na program CSC jsou odhadovány na 52,7 miliardy USD.
Dne 28. června 2024 byla zahájena stavba výrobního testovacího modulu (PTM). Zahájení stavby samotných torpédoborců je plánováno na rok 2025. Dodávky plavidel mají proběhnout mezi lety 2030–2050.
Dne 8. března 2025 kanadská vláda uzavřela s loděnicí Irving Shipbuilding kontrakt na stavbu prvních tří torpédoborců třídy River, na jejich údržbu, náhradní díly a produkty pro výcvik. Na prvních šest let stavby bylo vyčleněno 8 miliard dolarů.
Jednotky třídy River:
| Jméno              | Založení kýlu | Spuštěn na vodu | Vstup do služby | Status   |
| ------------------ | ------------- | --------------- | --------------- | -------- |
| HMCS Fraser        |               |                 | 2030 (plán)     | objednán |
| HMCS Saint-Laurent |               |                 |                 | objednán |
| HMCS Mackenzie     |               |                 |                 | objednán |

## Konstrukce
Torpédoborců budou vybaveny americkým radarem AN/SPY-7(V)1 kategorie AESA. Ponesou kanadský bojový řídící systém CMS 330. Budou vybaveny sonarem s měnitelnou hloubkou ponoru Ultra TLFAS (Towed Low Frequency Active Sonar) a trupovým sonarem Ultra S2150-C.
Dle oficiálních materiálů torpédoborců ponesou silnou výzbroj. Hlavňovou výzbroj představuje 127mm kanón Otobreda 127/64 LW ve stealth dělové věži na přídi, který je vybavený municí Vulcano, a dva dálkově ovládané zbraňové stanici Leonardo Lionfish 30 s jedním 30mm kanónem Mk44 Bushmaster II. Před hlavní nástavbou má být umístěno 24násobné vertikální odpalovací silo Mk 41 v nejdelší verzi Mk 41 (Strike), což by umožnilo i nasazení protizemních sřel Tomahawk. Do sil Mk 41 budou umístěny protiletadlové řízené střely Standard SM-2 pro prostorovou protivzdušnou obranu a řízené střely RIM-162 ESSM pro blízkou obranu. Údernou výzbroj zastoupí protilodní střely NSM. Budou také vybaveny raketovým obranným systémem RIM-116 Rolling Airframe Missile. Ponesou dva pevné dvojité 324mm torpédomety pro lehká protiponorková torpéda Mk 54. Na zádi bude přistávací plocha s jednou pozicí pro přistání vrtulníku. Palubní hangár pojme jeden vrtulník CH-148 Cyclone a bezpilotní prostředky. Pohonný systém bude koncepce CODLOG. Kombinuje jeden plynový turbína Rolls-Royce MT30, čtyři dieselgenerátory MTU a dva elektromotory. Lodní šrouby jsou dva. Nejvyšší rychlost dosáhne 27 uzlů. Dosah bude 7000 námořních mil.